# クイック (駆逐艦)
|          |                                                                                    |
| 艦歴     |                                                                                    |
| 発注     |                                                                                    |
| 起工     | 1941年11月3日                                                                      |
| 進水     | 1942年5月3日                                                                       |
| 就役     | 1942年7月3日                                                                       |
| 退役     | 1949年5月28日                                                                      |
| 除籍     | 1972年1月15日                                                                      |
| その後   | 1973年8月27日売却                                                                  |
| 性能諸元 |                                                                                    |
| 排水量   | 1,630トン                                                                          |
| 全長     | 348 ft 3 in (106.15 m)                                                             |
| 全幅     | 36 ft 1 in (11.00 m)                                                               |
| 吃水     | 11 ft 10 in (3.61 m)                                                               |
| 機関     | 4缶、2軸推進、50,000 shp (37 MW)                                                   |
| 最大速   | 37.4ノット (69 km/h)                                                               |
| 航続距離 | 6,500海里 (12,000 km) 12ノット(22.2km/h)時                                         |
| 乗員     | 士官16名 兵員260名                                                                 |
| 兵装     | 5インチ砲4門 ボフォース40mm砲4門 20mm対空機銃6門 21インチ魚雷発射管5門 爆雷軌条2基 |

クイック (USS Quick, DD-490/DMS-32) は、アメリカ海軍の駆逐艦。グリーブス級駆逐艦の1隻。艦名は米西戦争において名誉勲章を受章したジョン・H・クイックに因む。

## 艦歴
クイックは1941年11月3日にニュージャージー州カーニーのフェデラル・シップビルディング・アンド・ドライドックで起工、1942年5月3日に進水し、1942年7月3日に就役した。
ニューイングランド沿岸および沿海州で試運転を行った後、1942年9月6日にニューヨークを出港し、カリブ海およびメキシコ湾に向かった。その後Uボートにより甚大な被害を受けたメキシコ湾と西インド諸島を結ぶ航路に向かい、本海域を航行するアメリカ陸軍の輸送船や商船の護衛任務に就いた。
10月にメキシコ湾を離れバージニア州ノーフォークに向かい、10月23日には第34任務部隊に加わり東に向かった。11月7日午前0時前、モロッコのサフィ沖に到着し、北アフリカへの侵攻を目的としたトーチ作戦の南部攻撃群の輸送航路を哨戒した。翌日の上陸作戦では火力支援を行い、その後対空・対潜哨戒を再開した。11月14日にカサブランカに移り、その2日後にはU-173の撃沈を支援した。一度ニューヨークに戻った後に護衛任務を再開し、およそ半年にわたり大西洋を横断する輸送船団を護衛した。
1943年6月8日、第65任務部隊と共に東海岸を出発し北アフリカに向かう。6月22日にメルス・エル・ケビールに到着し第85任務部隊と合流、7月5日にはハスキー作戦に参加するためシチリアへ向かった。7月10日から13日まで、サンタ・クローチェ・カメリーナ沖を哨戒し、第7艦隊の突撃部隊へ火力支援を行った。その後は1944年5月まで北大西洋で護衛任務に就き、ヨーロッパでの戦争終結まで地中海を航行した。
しかし太平洋での戦争は継続しており、日本との本土決戦を前に掃海艇の需要が高まった。クイックは1945年6月13日にチャールストン海軍工廠に入り掃海艇へ改装を行い、8月2日にDMS-32となった。その後西海岸に向けて出港するが、サンディエゴに到着する頃には戦争は終結していた。
クイックは1949年5月28日に退役し、1972年1月15日に除籍、1973年8月27日に売却されスクラップ処分となる。

## 受章
クイックは第二次世界大戦の戦功で4個の従軍星章を受章した。 